# Galvanisch element
Een galvanisch element, galvanische cel, voltacel of elektrochemisch element is een elektrochemische stroombron: een samenstel dat een elektrische stroom kan leveren als resultaat van een chemische omzetting, de redoxreactie. Een galvanisch element heeft twee halfcellen, met elektrisch geleidende elektroden van verschillende materialen, oorspronkelijk platen van verschillende metalen, waarbij zich tussen de halfcellen een elektrolytische zoutbrug bevindt. Ook kan een galvanisch element twee elektroden in één reservoir hebben. Een aparte zoutbrug is dan niet nodig (het reservoir zelf is de zoutbrug). Dit is het geval bij een loodaccu. De term "halfcel" kan daar gebruikt worden als abstract begrip, het is daar geen fysiek compartiment.

## Historie
Het element is vernoemd naar de Italiaanse arts en natuurwetenschapper Luigi Galvani. In 1780 ontdekte hij dat, als twee verschillende metalen (bijvoorbeeld koper en ijzer) met daartussen een in pekel gedrenkte lap, verbonden werden met de zenuw van een kikkerspier, de kikkerpoot samentrok. Dit verschijnsel werd door hem bio-elektriciteit genoemd.
Zijn vriend Alessandro Volta, hoogleraar natuurkunde aan de universiteit van Pavia, bouwde op zijn experimenten voort. Deze stelde vast dat elke combinatie van twee metalen elektriciteit kon produceren, ook zonder spierweefsel erbij te betrekken. Dit leidde tot de constructie van het eerste galvanische element, het Volta-element. Deze bestond uit een koperen en zinken plaat gescheiden door vilt dat in een zoutoplossing was gedrenkt. Door een aantal van zulke elementen opeen te stapelen, verkreeg hij de Zuil van Volta (rond 1800).
Dankzij deze uitvindingen konden de moderne batterijen gemaakt worden.

## Basisprincipes

Schematische voorstelling galvanisch element

### Constructie
Een galvanisch element bestaat uit twee halfelementen. We behandelen het volgende voorbeeld:
1. Zinkstaaf in vloeistof van zinksulfaat ZnSO4
2. Koperstaaf in vloeistof van koper(II)sulfaat CuSO4

### Werking
De metaalatomen van de metaalstaven (elektrodes) hebben de eigenschap om op te lossen in de vloeistof (elektrolyt) waarbij er positief geladen metaalionen in de elektrolyt gaan en de negatief geladen elektronen achterblijven op de elektrode. Er zal hierdoor een potentiaalverschil ontstaan tussen elektrode en de elektrolyt. De oplossingsdrang van een metaal is groter naarmate het metaal onedeler is.
Omdat zink onedeler is dan koper zal de zinkstaaf sneller zijn ionen afgeven en dus een groter negatief potentiaal hebben dan de koperstaaf. Er ontstaat een potentiaalverschil tussen de twee negatief geladen elektroden, dat gelijk is aan het verschil tussen de beide standaardelektrodepotentialen.
Door een elektrische verbinding aan te brengen tussen de zink- en de koperstaaf zullen de elektronen van de meer negatief geladen zink-elektrode (de anode) naar de minder negatief geladen koper-elektrode (de kathode) gaan. Er loopt nu (ook) een conventionele elektrische stroom, die tegengesteld is aan de elektronenstroom.
Op hetzelfde moment zal ook een ionenstroom op gang komen. Voor iedere twee elektronen die van de zink- naar de koperstaaf lopen zal een Zn-atoom in de elektrolytoplossing gaan als zinkion. Dit proces – het afstaan van elektronen – wordt oxidatie genoemd en vindt plaats aan de anode.
Omdat de koperstaaf er twee elektronen bij krijgt moeten deze gebonden worden aan een koperion uit de elektrolyt, wat als een koper-atoom zal neerslaan op de koperstaaf. Dit proces – het opnemen van elektronen – wordt reductie genoemd en vindt plaats aan de kathode.
Het gevolg hiervan is dat in het kopersulfaat een overschot aan sulfaationen ontstaat en in het zinksulfaat een tekort. Door tussen beide vloeistoffen een zoutbrug (bijvoorbeeld van kaliumchloride) of poreuze schijf aan te brengen wordt dit evenwicht hersteld. Het galvanische element kan nu net zo lang elektriciteit leveren totdat de gehele zinkstaaf is opgelost of totdat alle koperionen neergeslagen zijn op de koperstaaf.
De afgenomen elektrische arbeid is gelijk aan een equivalente hoeveelheid reactiewarmte die bij een vergelijkbaar proces zou vrijkomen in bijvoorbeeld een reageerbuis. Men spreekt ook wel van koude verbranding.

### Potentiaalverschil
De potentiaal van een galvanisch element kan bepaald worden aan de hand van de tabel van standaardelektrodepotentialen voor iedere halfelement.
- De eerste stap is om de afzonderlijk oxidatie- en reductiereacties te bepalen. Voor het element hierboven zijn dat de volgende halfreacties:

Oxidatie: Zn → Zn2+ + 2e−
Reductie: Cu2+ + 2e− → Cu
- De tweede stap is het opzoeken van het standaardelektrodepotentiaal E0 in de tabel voor iedere reactie. Het potentiaalverschil van het element is gelijk aan de meest positieve E0-waarde minus de meest negatieve E0-waarde:

Zn2+ + 2e− → Zn    E0 = −0,76 V
Cu2+ + 2e− → Cu   E0 = +0,34 V
Het potentiaalverschil – bronspanning genoemd – is dus (+0,34 V) − (−0,76 V) = 1,1 volt onder standaardcondities en wanneer er geen stroom loopt door het element.
- Indien het galvanische element wordt gebruikt onder niet standaard condities moet de nernstvergelijking toegepast worden om de juiste elektrodepotentiaal te berekenen. Als er een stroom loopt moet rekening gehouden worden met de inwendige weerstand van het element.
- Er zal pas een elektrische stroom gaan lopen zodra het potentiaalverschil tussen het elektrodepotentiaal van de oxidator en het elektrodepotentiaal van de reductor groter is dan 0,3 volt.[1]

## Capaciteit
Met behulp van de elektrolysewet van Faraday kan men de maximale - theoretisch haalbare - capaciteit berekenen:
{\displaystyle Q_{T}=\int _{0}^{t}I\cdot dt=p\cdot F\cdot n_{m}}
Hierin is:
| {\displaystyle Q_{T}} | elektrische capaciteit                                                        | coulomb                                                            |
| {\displaystyle I}     | elektrische stroomsterkte                                                     | ampère                                                             |
| {\displaystyle t}     | tijdsduur                                                                     | seconde                                                            |
| {\displaystyle p}     | aantal elektronen per deeltje dat bij de redoxreactie is betrokken            | aantal elektronen per deeltje dat bij de redoxreactie is betrokken |
| {\displaystyle F}     | constante van Faraday                                                         | 96485,3 C/mol                                                      |
| {\displaystyle n_{m}} | hoeveelheid stof                                                              | mol                                                                |
|                       | = Theoretische hoeveelheid stof die geoxideerd dan wel gereduceerd kan worden |                                                                    |

## Uitvoeringen
Galvanische elementen worden globaal in drie groepen ingedeeld:
Primair elementDit kan direct elektriciteit leveren, maar zal na verloop van tijd uitgeput raken, waarna het vervangen moet worden. Hieronder vallen alle niet-oplaadbare batterijen.
Secundair element of accumulatorDit moet eerst opgeladen worden voordat het elektriciteit kan leveren. Hieronder vallen de loodaccu en de oplaadbare batterijen
Elektrolytisch element of brandstofcelHierbij worden de actieve materialen van buiten toegevoerd, meestal in gas of vloeistofvorm. Voordeel is dat het elektriciteit blijft leveren zolang de toevoer gehandhaafd blijft.

### Overzicht
De bekendste galvanische elementen zijn:
| Element    | Anode           | Elektrolyt       | Depolarisator    | Kathode  | Bronspanning (volt) |
| ---------- | --------------- | ---------------- | ---------------- | -------- | ------------------- |
| Daniell    | zink            | zwavelzuur       | koper(II)sulfaat | koper    | 1,0 - 1,1           |
| Grove      | zink            | zwavelzuur       | salpeterzuur     | platina  | 1,8 - 1,9           |
| Bunsen     | zink            | zwavelzuur       | salpeterzuur     | koolstof | 1,7 - 1,8           |
| Bichromaat | zink            | zwavelzuur       | chroomzuur       | koolstof | 2,0                 |
| Meidinger  | zink            | magnesiumsulfaat | kopersulfaat     | koper    | 1,07 - 1,14         |
| Clark      | zinkamalgaam    | zinksulfaat      | kwik(II)sulfaat  | kwik     | 1,4328              |
| Weston     | cadmiumamalgaam | cadmiumsulfaat   | kwik(II)sulfaat  | kwik     | 1,01925             |
| Leclanché  | zink            | ammoniumchloride | mangaan(IV)oxide | koolstof | 1,5                 |
| Alkaline   | zink            | kaliumhydroxide  | mangaan(IV)oxide | koolstof | 1,5                 |

### Normaalelement
De elementen van Josiah Latimer Clark en Edward Weston zijn zogenaamde normaalelementen, galvanisch elementen die een zeer stabiele, goed reproduceerbare bronspanning leveren. In tegenstelling tot de andere elementen zijn normaalelementen niet bedoeld om zelf stroom te leveren. Deze elementen werden vooral gebruikt in Poggendorff-compensatieschakelingen voor het ijken van spanningsbronnen en het kalibreren van precisiemeetinstrumenten. Voor de levensduur van het element is het zelfs belangrijk dat het stroomverbruik tot een minimum beperkt blijft.